# Верска ограничења у конзумирању свињског меса
Верска ограничења у конзумирању свињског меса уобичајени је табу хране, посебно на Блиском истоку међу Јеврејима и муслиманима. Свиње су биле забрањене у древној Сирији и Феникији а свиња и њено месо представљали су табу који је примећен, приметио је Страбон, у Комани на Понту. Изгубљена Хермезијанакова песма, коју је вековима касније пренео путник Паусанија, известила је о етиолошком миту о Атису који је уништио натприродног вепра због чињенице да „Галанти који насељавају Песинус због ових догађаја не додирују свињетину“. Што се тиче абрахамске религије, постоје јасна ограничења у јеврејским законима о исхрани (Кашрут) и у исламским законима о исхрани (Халал).
Иако је хришћанство такође абрахамска религија, већина његових следбеника не следи ове аспекте Мојсијевог закона и дозвољено им је да конзумирају свињетину. Међутим, адвентисти седмог дана сматрају свињетину табуом, заједно са другом храном забрањеном јеврејским законом. Еритрејска православна црква и Етиопска православна црква не дозвољавају конзумирање свињског меса, док се на Балкану маст сматра нечистом. Присталице Покрета хебрејских корена такође не конзумирају свињетину.
Многи Језиди у Ираку сматрају свињетину забрањеном.